# Sound Affects
Sound affects är ett album av The Jam utgivet 28 november 1980.
Många  kallar denna skiva för gruppens Revolver. Sant är att influenserna från tidig psykedelia är påfallande. Låten "Start!" utgår till exempel från exakt samma basgång som Beatleslåten "Taxman". Strax innan denna LP utgavs hade The Jam fått sin första listetta med "Going Underground" (som ej är med här) och detta bidrog säkerligen också till de stora framgångarna för denna LP samt ytterligare en listetta med singelreleasen av "Start".
Albumet finns med i boken  1001 Albums You Must Hear Before You Die.

## Låtlista
Samtliga låtar skrivna av Paul Weller, om annat inte anges.
1. "Pretty Green" - 2:38
2. "Monday" - 2:59
3. "But I'm Different Now" - 1:51
4. "Set the House Ablaze" - 5:01
5. "Start!" - 2:31
6. "That's Entertainment" - 3:34
7. "Dream Time" - 3:54
8. "Man in the Corner Shop" - 3:13
9. "Music for the Last Couple" (Rick Buckler/Bruce Foxton/Paul Weller) - 3:43
10. "Boy About Town" - 1:59
11. "Scrape Away" - 4:00